# 中島武敏
中島 武敏（なかじま たけとし、1928年9月20日 - 2013年3月21日）は、日本の政治家で、日本共産党所属の衆議院議員（通算7期）。党東京都委員会委員長、党中央委員会中央委員を歴任した。

## 人物
北海道雨竜郡沼田町生まれ。北海道帝国大学予科卒業後、東京大学文学部に入学。在学中に東京大学学生自治会中央委員会議長となった事を理由に学内処分を受けた。まもなく中退する。その後、日本共産党に入党し東京都委員会職員となる。1972年の第33回衆議院議員総選挙に東京都第9区 (中選挙区)より出馬し初当選。以来連続5期当選。衆議院建設委員なども務め、談合の暴露・追及などを行なった。
しかし、第39回衆議院議員総選挙で落選。次の第40回衆議院議員総選挙では同じ東京都第9区から出馬して返り咲きした。第41回衆議院議員総選挙からは変更された東京都第11区から出馬し、小選挙区では落選したものの重複立候補した比例東京ブロックで復活当選を果たした。
その後、日本共産党中央委員会中央委員に選任され、2000年の第42回衆議院議員総選挙では再び11区から小選挙区単独で立候補したが下村博文（自民党）に大差で敗れ、そのまま引退した。
2013年3月21日、肺がんのために死去。84歳没。その訃報は2013年3月25日付『しんぶん赤旗』にて伝えられた。